# Juan Carlos Arce Gómez
Juan Carlos Arce Gómez (Albacete, 1958 ) es un novelista, dramaturgo y jurista español.

## Biografía
Escritor español, novelista y dramaturgo, articulista y jurista. Traducido al inglés, alemán, lituano…, sobre sus textos  literarios se han realizado varias tesis en universidades italianas y de la República Checa. Su obra ha sido estudiada en los Departamentos de Lengua Española de diversas universidades, entre otras, las de Hamburgo, Bari, Zúrich, Groningen, Utrecht, Nueva Caledonia y Universidad de Mesina (Italia). En esta última ha sido en varias ocasiones profesor visitante y ha impartido varias conferencias y cursos sobre literatura e Historia. Nombrado ciudadano de honor en Estados Unidos por el éxito de su teatro, publicado y representado allí, la Asociación Internacional de Hispanistas (AIH) dedicó a su obra literaria la ponencia “La novela histórica de Juan Carlos Arce”  en el Congreso de 2007 en la Universidad de la Sorbona (París).
Miembro correspondiente de la Real Academia de Jurisprudencia y Legislación, miembro del Instituto Europeo de Seguridad Social, miembro de Honor de la Academia de Letras, Filosofía y Bellas Artes de Messina, cuyo discurso de presentación, publicado en Nápoles en 2007, versó sobre “La estructura de la obra teatral. Vigencia de la tragedia”. Premio Fernando Lara de Novela 2002 por su obra “Los colores de la guerra”, Premio de Cuentos Decano Pedrol, por “El alcalde resucitado”, Premio Universitario de Teatro con la obra “Para seguir quemando preguntas”, Premio Centro de Estudios Financieros por "las transformaciones del Derecho en la sociedad global”.
Licenciado en Derecho por la Universidad Complutense de Madrid,experto en Derecho Comunitario; profesor asociado en la Universidad Carlos III y en la Universidad Autónoma de Madrid, ha sido letrado del Tribunal Supremo de España y letrado del Consejo General del Poder Judicial; ha ocupado diversos cargos en la Administración del Estado, ha trabajado en proyectos internacionales como experto asesor para la Unión Europea y el Consejo de Europa y para la ONU como consultor del Programa de Naciones Unidas para el Desarrollo en programas de asistencia técnica en Albania y Centroamérica. Asesor laboral en las Embajadas de España en Suiza, Austria, Reino Unido e Irlanda. También ha sido Consejero para asuntos de Derecho del Trabajo, Migraciones y Seguridad Social en las Embajadas de España en Roma y Atenas.   
Ha cultivado la crítica teatral en la revista especializada El Público y en otras publicaciones especializadas. Para el teatro ha escrito, entre otra obras, Para seguir quemando preguntas, que le valió el Premio de Teatro Universitario, La chistera sobre las dunas. Retrato en blanco, esta última traducida al inglés, editada en USA por la Universidad Estatal de Nueva York y el Archivo Max Reinhardt y estrenada comercialmente en Estados Unidos. Con ocasión de la reposición del montaje teatral, a causa de su éxito, el Ayuntamiento de Dallas le nombra ciudadano de honor y le entrega las llaves de la ciudad. Ha publicado más de cuatrocientos artículos de prensa sobre Literatura, Historia, Derecho y actualidad.

## Obras

### Teatro
- Para seguir quemando preguntas
- La chistera sobre las dunas
- Retrato en blanco
- La segunda vida de doña Juana Tenorio
- Adargirón
- Telas y cuerdas
- Los reyes del aire

### Narrativa
- Melibea no quiere ser mujer,(Editorial Planeta) 1991
- El matemático del rey, (Editorial Planeta) 2000
- Los colores de la guerra,(Editorial Planeta) 2002
- La mitad de una mujer(Editorial Planeta)
- La orilla del mundo, (Editorial Planeta)2005
- El aire de un fantasma,(Editorial Planeta) 2006
- La noche desnuda, (Ediciones B)2008
- Entreacto (Suma de Letras, Penguin Random House) 2015

### Producción jurídica
- La extinción objetiva del contrato de trabajo. Despidos por causas económicas y despidos colectivos; (Ed. Comares) 1999
- El trabajo de las mujeres en el Derecho Comunitario; Ed. Tirant lo Blanc)2002
- El varón polígamo. Transformaciones de Derecho en la sociedad global. Premio Centro Estudios Financieros.2010
- Derecho del Trabajo y Crisis económica. La invención del Porvenir(Aranzadi).2013

Y ha participado en colaboración en los libros: 
- ``Problemas del control parlamentario; Congreso de los Diputados, 1995
- Reseña comparada de los despidos colectivos en la Unión europea;1998
- Tratado Práctico de Derecho del Trabajo;1998
- Derecho del Trabajo y Seguridad Social.

## Premios
Premio Fernando Lara de Novela en el año 2002 por Los colores de la guerra.
Premio Teatro Universitario por "Para seguir quemando preguntas"
Premio  Decano Pedrol por "El alcalde resucitado"
Premio Centro de Estudios Financieros por "El varón polígamo y la pensión de viudedad. Transformaciones del Derecho en la sociedad global".